# Washingtoni Egyetem Bölcsészet- és Természettudományi Főiskola
A Washingtoni Egyetem Bölcsészet- és Természettudományi Főiskolája az intézmény seattle-i campusán található. 2020 őszén 22 ezer hallgatója és ezer oktatója volt.

## Története
A territóriumi törvényhozás határozatának kilencedik szakasza értelmében a főiskola négy tanszékkel (irodalom, bölcsészet- és természettudományok; jog; orvostudomány; hadászat) jött létre, azonban a korabeli újsághirdetések alapján kezdetben csak irodalmi, tudományos és zenei képzéseket indítottak.

## Szervezeti egységek

### Művészetek
A tanszékcsoporthoz tartoznak az egyetem múzeumai és előadó-művészeti létesítményei:
- Művészeti, Művészettörténeti és Tervezési Intézet
- Tánc Tanszék
- Digitális Művészetek és Kísérleti Média Központja
- Drámaintézet
- Zeneintézet

### Bölcsészettudományok
A tanszékcsoport az alábbi egységekből áll:
- Ázsiai Nyelvek és Kultúrák Tanszék
- Mozgókép és Médiaismeret Tanszék
- Klasszikus Művek Tanszék
- Összehasonlító Ötlettörténet Tanszék
- Angol Tanszék
- Francia és Olasz Tanulmányok Tanszék
- Német Tanulmányok Tanszék
- Nyelvészeti Tanszék
- Közel-keleti Nyelvek és Kultúrák Tanszék
- Skandináv Tanulmányok Tanszék
- Szláv Nyelvek és Kultúrák Tanszék
- Spanyol és Portugál Tanulmányok Tanszék

### Társadalomtudományok
A tanszékcsoport az alábbi egységekből áll:
- Amerikai Kisebbségek Tanszék
- Amerikai Indiánok Tanszék
- Régészeti Tanszék
- Kommunikációs Tanszék
- Gazdasági Tanszék
- Nemek, Nők és Szexualitás Tanszék
- Földrajzi Tanszék
- Történelem Tanszék
- Henry M. Jackson Nemzetközi Tanulmányok Intézete
- Integrált Társadalomtudományok Tanszék
- Jogi, Társadalmi és Igazságszolgáltatási Tanszék
- Filozófiai Tanszék
- Politikatudományi Tanszék
- Szociológiai Tanszék

### Természettudományok
A tanszékcsoport az alábbi egységekből áll:
- Matematikai Tanszék
- Alkalmazott Matematikai Tanszék
- Csillagászati Tanszék
- Biológiai Tanszék
- Kémiai Tanszék
- Fizikai Tanszék
- Beszéd- és Hallástudományi Tanszék
- Statisztikai Tanszék

## Fordítás
- Ez a szócikk részben vagy egészben a  University of Washington College of Arts and Sciences című  Wikipédia-szócikk ezen változatának fordításán alapul.  Az eredeti cikk szerkesztőit annak laptörténete sorolja fel. Ez a jelzés csupán a megfogalmazás eredetét és a szerzői jogokat jelzi, nem szolgál a cikkben szereplő információk forrásmegjelöléseként.